# Saint-Germain-sous-Cailly
Saint-Germain-sous-Cailly là một xã thuộc tỉnh Seine-Maritime trong vùng Normandie miền bắc nước Pháp.

## Dân số
| 1962                                            | 1968 | 1975 | 1982 | 1990 | 1999 | 2006 |
| ----------------------------------------------- | ---- | ---- | ---- | ---- | ---- | ---- |
| 80                                              | 83   | 105  | 127  | 141  | 210  | 268  |
| Starting in 1962: Population without duplicates |      |      |      |      |      |      |